# Levende geschiedenis

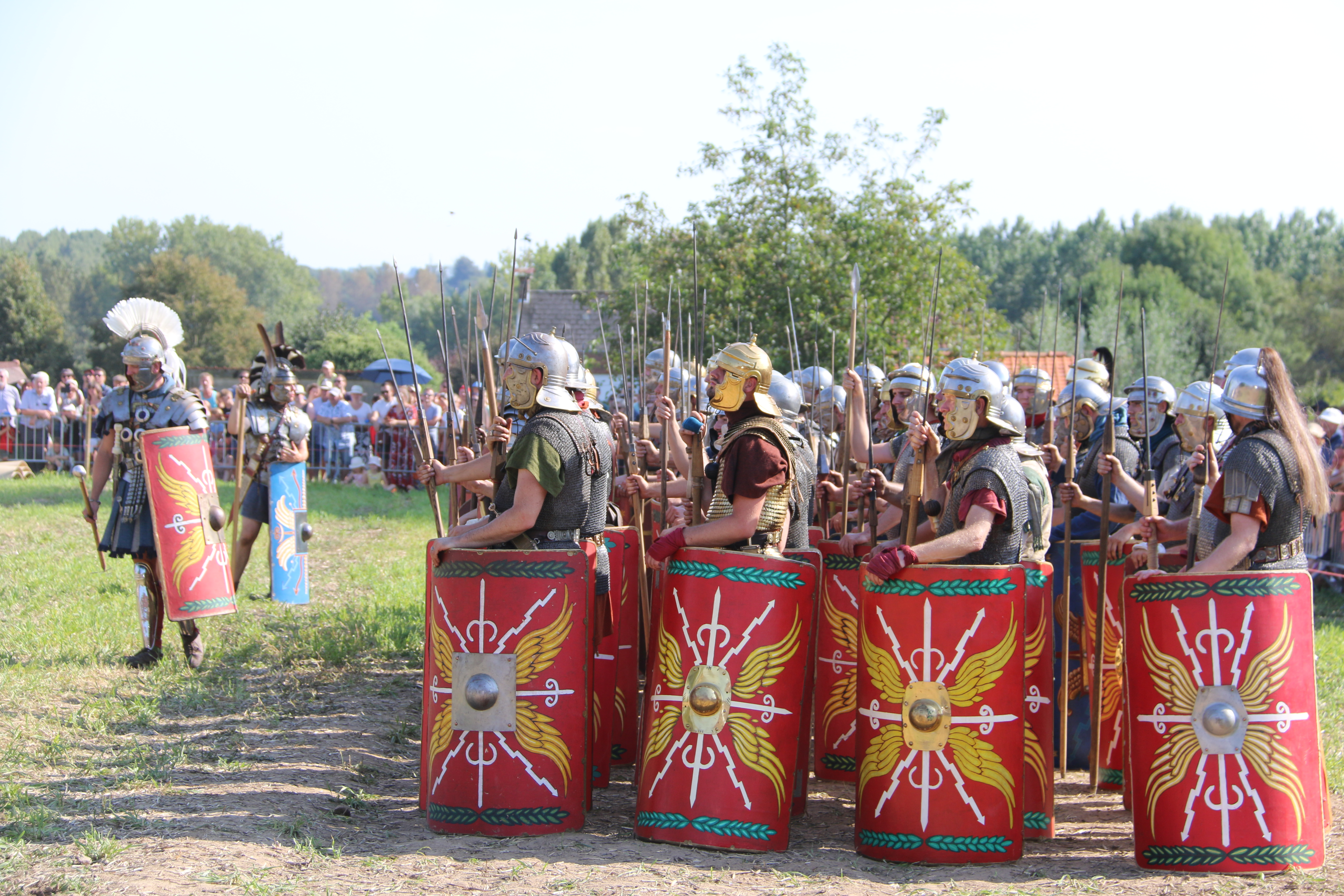
Levende-geschiedenis-evenement rond de Romeinen in Velzeke

Levende geschiedenis is de overkoepelende term voor al die activiteiten waarbij historische gebeurtenissen en/of het dagelijks leven in specifieke tijdvakken worden uitgebeeld door middel van demonstraties in gereconstrueerde historische kostuums met gebruikmaking van eveneens gereconstrueerde historische gebruiksvoorwerpen, op een bepaalde plaats (historisch of niet) voor educatieve doeleinden.
Zowel de kostuums als de gebruiksvoorwerpen zijn zo authentiek mogelijk nagemaakt, hetzij met nog steeds beschikbare materialen, hetzij met materialen die zo veel mogelijk op de oorspronkelijke lijken.
Aan deze reconstructies gaat zeer nauwkeurig bronnenonderzoek vooraf. Deze bronnen kunnen zeer uiteenlopend zijn: archeologische bodemvondsten, geschriften uit de betreffende historische periode, moderne of gelijkende materialen en samenlevingen die qua samenstelling, vorm en/of gebruik gelijkenis vertonen met de betreffende historische oorsprong, en geschriften over de betreffende historische periode uit het meer recente verleden.
Levende geschiedenis wordt vaak in één adem genoemd met re-enactment, hoewel tussen de twee aanduidingen toch wel enkele verschillen bestaan: bij demonstraties van levende geschiedenis gaat het in de regel om uitbeeldingen van de totale historische samenleving (vaak met nadruk op huisnijverheid), terwijl in re-enactmentvoorstellingen vaak de uitbeeldingen van historische veldslagen centraal staan. Ook hoeven dergelijke voorstellingen niet per se educatief bedoeld te zijn, maar kunnen zij ook recreatief van aard zijn. Hierdoor hoeft de authenticiteit van dit soort demonstraties niet altijd even hoog te zijn.

## Oorsprong van levende geschiedenis
Levende geschiedenis kent een relatief jonge voorgeschiedenis. Het ontstond als een zijtak van de archeologie in de jaren zestig en zeventig, toen archeologen in Noordwest-Europa door middel van historische leefexperimenten probeerden de wetenschappelijke hypotheses te toetsen die zij formuleerden om het gebruik en de spreiding van bodemvondsten te verklaren. Tijdens deze experimenten leefden de deelnemers zo veel mogelijk op de wijze van de beoogde periode en met beschikking van soortgelijke materialen als in dit tijdvak. Ook probeerde men kleding uit die tijd na te maken, vaak zo veel mogelijk met dezelfde gereedschappen en materialen als die uit het bedoelde tijdvak.
Sinds de jaren negentig zijn onder invloed van re-enactment-verenigingen uit Engeland en Amerika, waar dit verschijnsel al veel ouder is, in Nederland ook de nodige verenigingen ontstaan. Deze zijn vaak opgericht door historisch geïnteresseerden, niet noodzakelijk afkomstig uit de wetenschappelijke wereld. Doordat veel verenigingen voor levende geschiedenis tegenwoordig ook militair-historisch gerichte activiteiten uitvoeren, is de scheidingslijn vaak moeilijk meer te trekken.